# Joseph Gregoir
Joseph Gregoir (né le 19 janvier 1817 à Anvers, Belgique, décédé le 29 octobre 1876 à Ixelles, Belgique) est un pianiste et compositeur belge. Il est le frère aîné d'Édouard Gregoir.

## Biographie
Joseph Gregoir a étudié le piano à Paris sous la direction de Henri Herz puis en Allemagne.
Il est l'inventeur du clavier déliateur.

## Œuvres
- Le Gondolier de Venise, opéra en trois actes[1]
- Faust, pour piano[1]
- L'Étude du diable, pour piano
- Souvenir d'Ostende, étude de concert pour le piano
- Le Val des Roses, pensée musicale pour le piano
- Les Regrets, pensée musicale transcrite pour violoncelle, avec accompagnement au piano
- Fantaisie pour piano op. 47 sur les plus jolis motifs de l'ode-symphonie Christophe Colomb de Félicien David